# کویشختی
کویشختی (به لاتین: Kvishkheti) یک منطقهٔ مسکونی در گرجستان است که در شهرداری خاشوری واقع شده‌است. کویشختی ۱٬۶۹۹ نفر جمعیت دارد و ۷۳۰ متر بالاتر از سطح دریا واقع شده‌است.